# Squalidus japonicus
Squalidus japonicus és una espècie de peix cipriniforme de la família dels ciprínids.